# 志堅
志堅MP（哈爾魁梅林語：caləχʷəlenəxʷ，？—），加拿大華裔和第一民族政治人物，2025年起以加拿大自由黨黨員身份擔任加拿大國會下議院溫哥華奎特拉選區議員。

## 生平
志堅祖父洪添慶為廣東省中山泗門人，1920年抵達加拿大做工，與馬斯琴原住民女子阿格尼絲·格蘭特（Agnes Grant）結婚。他父親洪文興（Howard Grant）為卑詩第一民族峰會執行理事，母親溫蒂·格蘭特-約翰則曾任馬斯琴族國酋長。
他於卑詩大學修讀政治學，2002年從該校獲取文學士學位。他從2004年至2014年間任職馬斯琴族國議會議員，2010年至2014年間出任溫哥華監警會成員，2014年至2017年間則任卑詩省省長簡蕙芝的原住民議題特別顧問。2018年市選他曾競逐溫哥華市議員職務，但排名第29位而告落選。他從2019年起出任馬斯琴族國跨政府事務主任，同年6月當選第一民族衛生理事會的溫哥華沿岸地區代表，2021年起出任該會主席。
自由黨籍在任加拿大國會下議院溫哥華奎特拉選區議員梅麗喬於2023月7月宣布無意競逐連任，志堅則於2025年3月獲取該黨候選人資格，在同年4月聯邦大選當選奎特拉選區下議員，同年6月則獲任為環境及氣候變遷部長戴寶仙的國會秘書。

## 外部連結
- （英文）志堅 – 加拿大国会传记